# Chauffør
En chauffør (af fransk: chauffeur = "opvarmer" → "fyrbøder") er på dansk en person, der erhvervsmæssigt fører et køretøj på vejen, til forskel fra en fører, der dels ofte fører et privat køretøj, dels også kan omfatte den, der styrer andre mekaniske genstande, for eksempel en kranfører. På andre sprog kan ordet have en bredere betydning.
Normalt forbindes en chauffør med lastbil, bus, limousine eller taxa, men også privatchauffører er en gruppe, der ikke skal overses. På trods af orddelen privat er det jo erhvervsmæssigt, idet de er ansat til at føre en persons privatvogn eller tjenestevogn.
Chauffør kan være synonymt med: kører, fører eller kusk
Chauffører har ofte andre funktioner tilknyttet deres samlede stillingbeskrivelse, eksempelvis:
- rutebilschauffører der ofte også skal udstede og kontrollere billetter til de rejsende
- lastbilchauffører der skal udfylde fragtdokumenter for kunderne eller betjene kraner eller andet udstyr som lastbilen medbringer
- taxachauffører og handicapchauffører der i et vist omfang hjælper gangbesværede passagerer m.v. op ad trapper før eller efter turen
- salgschauffører der skal vurdere og forhandle værdi for sit læs inden hver tur eller som kører rundt og demonstrerer varer for arbejdsgiveren

Disse tillægsopgaver kan alt efter chaufførens temperament og evner være det der gør forskellen på flere glade kunder eller kundefrafald i kunderegisteret.